# شورش دسامبریست‌ها
شورش دسامبریست‌ها (روسی: Восстание декабристов)در ۲۶ دسامبر ۱۸۲۵ و پس از درگذشت ناگهانی الکساندر یکم، امپراتور روسیه رخ داد. کنستانتین که وارث طبیعی الکساندر بود از پذیرش سلطنت خودداری کرده بود و در مقابل برادر کوچکترش نیکلای یکم بر تخت سلطنت جلوس کرد. در حالی که برخی از نظامیان به نیکلای سوگند وفاداری خورده بودند نیرویی متشکل از ۳۰۰۰ نفر سعی کردند تا به نفع کنستانتین کودتا کنند. کودتاگران حول مجلس جمع شده بودند و در این حین فرستاده امپراتور، میخائیل میلورادوویچ، ترور شد. سرانجام، نیروهای وفادار به نیکلای با آتش سنگین توپخانه علیه شورشیان آتش گشودند که موجب شد شورشیان متفرق شوند. نهایتاً پس از شکست کودتا، بسیاری از شورشیان محکوم به اعدام، زندان یا تبعید به سیبری شدند. پس از این واقعه کودتاگران به دسامبریست‌ها (به روسی: Декабристы، لاتین نوشت: Dekabristy)معروف شدند.

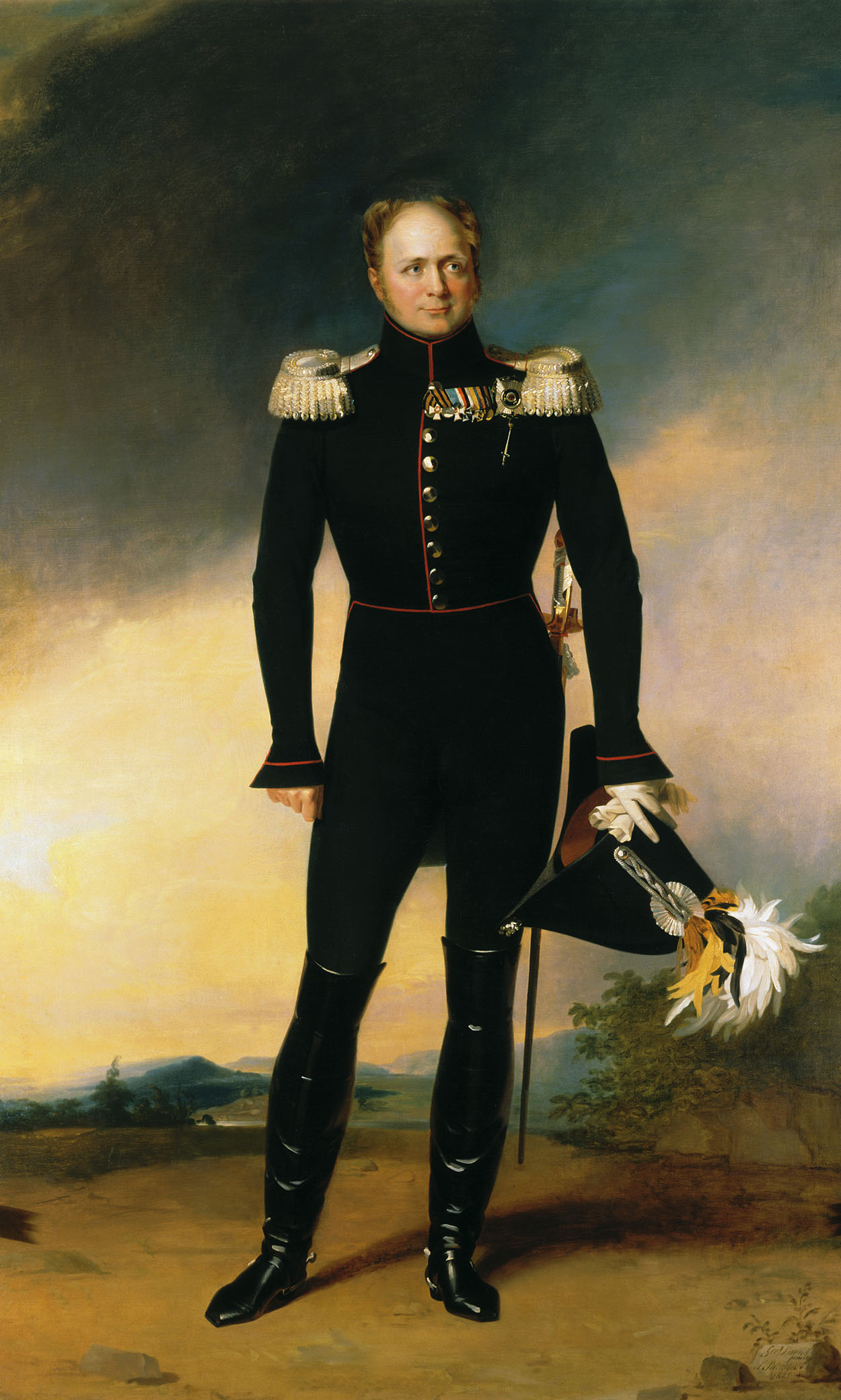
الکساندر یکم

## زمینه‌ها

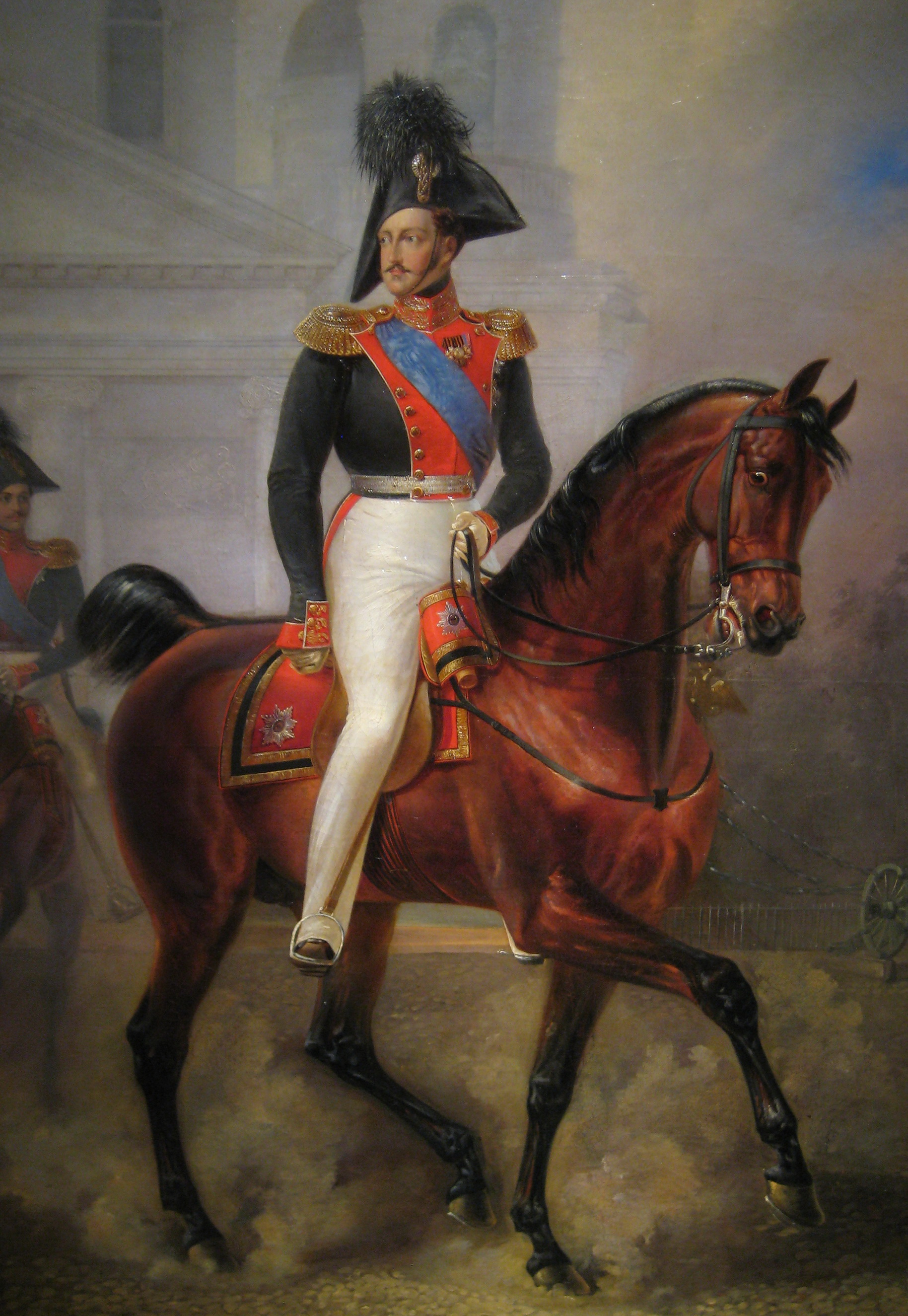
نیکلای نخست سوار بر اسب

در این دوره توده مردم زمین گیر بودند و نارضایتی آنها در شورش‌های پراکنده و به‌طور غیرمستقیم، در مخالفت‌های مذهبی تجلی پیدا می‌کرد. اشراف زمین‌دار به موقعیت ممتاز خود و پادشاه به عنوان ضامن حقوق خود مفتخر بودند. سربازان نیز به سیر وقایع اعتراضاتی داشتند. برای مدتی روسیه سبد نان اروپا بود ولی در دهه ۲۰ سقوط قیمت جهانی غلات که تا حدی به دلیل عرضه ذرت انگلیسی بود کشاورزان را به شدت تحت تأثیر قرار داده بود. به دلیل ناآرامی در بالکان، ترکیه تنگه‌ها را به روی کشتیرانی روسیه بست و در نتیجه صادرات غلات روسیه را بیشتر هم کاهش داد. دولت به خاطر کوتاهی در پیشبرد منافع حیاتی کشور در نزد ملت مقصر شناخته می‌شد. در این حین دولت، که خریدار اصلی در بازار داخلی بود، قیمت‌هایی را که برای غلات پرداخت می‌کرد در سطح نازلی بود به نحوی که بیشتر شبیه مصادره بود تا خرید. صنعت گران نیز گلایه‌های خود را داشتند. جزوه‌ای خطی که ادعا می‌شود از زبان یک تاجر از اهالی مسکو بوده، بیان می‌کرد که بازرگانان به دولت اعتماد ندارند و شکایت می‌کردند که با بازرگانان داخلی بدتر از یهودیان آلمانی رفتار می‌شود. اپوزیسیون به ویژه در میان افسران هنگ‌های گارد، نخبگان نیروهای مسلح شکل گرفته بود. بسیاری از این اشراف جوان که توسط معلمان فرانسوی پرورش یافته‌بودند، در معرض ایده‌های بشردوستانه و لیبرال عصر بودند. درگیری با ناپلئون به لیبرالیسم آنها رنگ و بوی ناسیونالیستی داد. مردان ارتشی نه تنها به عنوان یک نظامی بلکه به عنوان شهروند نیز ناراضی بودند و البته دیدن صحنه ه و مناظر داخلی برای آنها تکان‌دهنده‌تر بود، زیرا در طول مبارزات خود در خارج از کشور، نگاهی اجمالی به زندگی در خارج از کشور داشتند. آنها نمی‌توانستند تفاوت استاندارد زندگی توده‌های فرانسوی و دهقانان روسیه را متوجه نشوند. افسران، و تا حدودی حتی افراد عادی، در هوای آزادتر اروپا تنفس کرده بودند، کتاب و روزنامه خوانده بودند و به امور عمومی علاقه‌مند شده بودند.

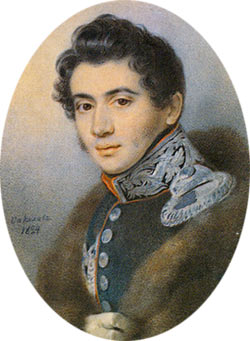
نیکیتا میخائیلوویچ موراویف

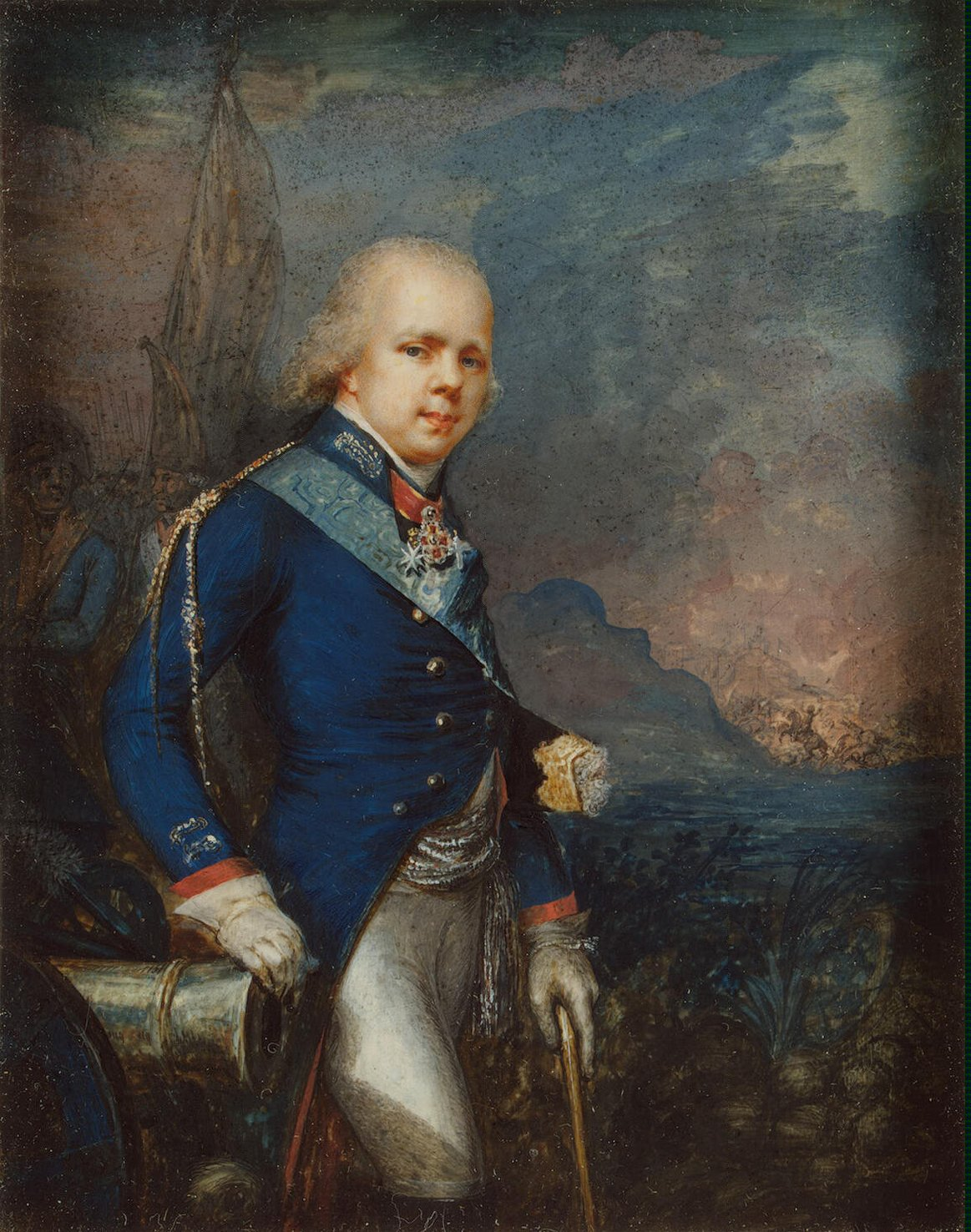
پرتره کنستانتین

## آغاز
اولین سازمان زیرزمینی روسی با اهداف سیاسی لیبرال به نام انجمن پسران راستین و وفادار میهن مسمی بود. این سازمان در سال ۱۸۱۶ توسط یک سرهنگ جوان گارد تأسیس شد. این سازمان در هیچ زمانی در طول عمر کوتاه خود بیش از سی عضو نداشت. برخی از اعضاء فرزندان اشراف و بسیاری از اعضاء افسران هنگ‌های گارد و کهنه سربازان جنگ‌های ناپلئونی بودند. این انجمن به عنوان اتحادیه نجات نیز شناخته می‌شد. هدف سازمان این بود که کشور را با الغای نظام ارباب رعیتی (سرف) و ایجاد یک رژیم مشروطه نجات دهد. در این مورد میان اعضاء اتفاق نظر کامل وجود داشت. اما هیچ توافقی در مورد چگونگی دستیابی به این اهداف وجود نداشت.

## از اتحادیه نجات تا اتحادیه سعادت
پیش از این وقایع بسیاری از افسران در نتیجه اصلاحات لیبرالی تزار الکساندر اول پیشرفت کرده بودند و تشویق شدند. لیبرالیسم در سطح رسمی تشویق شد و انتظارات زیادی را در آن دوره زمانی موجب شد. مدافع اصلی و درجه نخست اصلاحات در این دوران کنت میخائیل میخائیلوویچ اسپرانسکی بود. اسپرانسکی به سازمان‌دهی امور مربوط به وزارت کشور، اصلاح آموزش کلیسایی و تقویت نقش دولت در توسعه اقتصادی کشور کمک بسیاری کرد. نقش اسپرانسکی پس از سال ۱۸۰۸ بیشتر هم شد. از آن زمان تا سال ۱۸۱۲، که اسپرانسکی تبعید شد او به شدت اصلاحات خود را ادامه داد.
در سال ۱۸۱۹ او از تبعید بازگشت و به عنوان فرماندار سیبری منصوب شد. در سال ۱۸۱۸ تزار از کنت نیکولای نیکولایویچ نووسیلتسف جهت تدوین قانون اساسی دعوت کرد. در این میان و در حد فاصل سال‌های ۱۸۱۶ تا ۱۸۱۹ سرف‌های بالتیک آزاد شدندکه منجر به بروز ناآرامی‌هایی شد و نهایتاً تزار را متقاعد کرد تا سیاست‌هایی محافظه کارانه برگزیند. در این میان، تجربیات جنگ‌های ناپلئونی و پی بردن به افسران به رنج سربازان دهقان منجر به جذب افسران دسامبریست به اصلاحات شد.
در سال ۱۸۱۶، چندتن از افسران گارد امپراتوری روسیه انجمنی به نام اتحادیه نجات یا فرزندان وفادار و راستین میهن را تأسیس کردند. پس از پیوستن پاول پستل آرمانگرا به این انجمن، انجمن گرایش‌های انقلابی در پیش گرفت. در این میان شایعه شد که امپراتور قصد دارد پایتخت را از سن پترزبورگ به ورشو منتقل کند و همه دهقانان را بدون اجازه اربابان آزاد کند. در این میان یاکوشین ایده قتل امپراتور را مطرح کرد. وقتی انجمن زمینداران روسی با این ایده مخالفت کرد یاکوشین از انجمن خارج شد و میخائیل موراویف-ویلنسکی که خوی آزادی‌خواهی بیشتری داشت اساسنامه دیگری برای انجمن تدوین کرد و نام اتحادیه (انجمن) سعادت را بر آن نهاد. این اساسنامه بر خلاف اساسنامه پیشین کمتر خوی انقلابی داشت. البته با این همه انجمن کماکان غیرقانونی بود پس از این اصلاحات به جز عده ای قلیل و از جمله الکساندر فون بنکندورف کلیه اعضاء انجمن سابق به انجمن جدید پیوستند.
پس از شورش در هنگ سمنوفسکی در سال ۱۸۲۰ انجمن تصمیم گرفت که تمامی فعالیت‌های خود را تعلیق کند. اما با این همه دو گروه مخفیانه به فعالیت خود ادامه دادند: یک انجمن جنوبی، مستقر در تولچین(اوکراین امروزی) و یک انجمن شمالی مستقر در سن پترزبورگ که رهبری دسته اخیر با افسرانی از قبیل نیکیتا موراویف و سرگئی پتروویچ تروبتسکوی بود. انجمن شمالی در آرزوی برقراری نظام سلطنتی مشروطه همانند نظام حاکم بر بریتانیا بود. بر این اساس این افسران معتقد بودند حتی در صورتی که مردم متمایل باشند همین نظام مشروطه نیز در آینده باید با حکومتی جمهوری جایگزین شود. آنها همچنین معتقد بودند که باید یک مجلس قانونگذاری تشکیل شود و خواستار اعدام خانواده امپراتوری نبودند. آنها متمایل به لغو نهاد سرف در کل روسیه بودند و الگوی بالتیک را موفق می‌پنداشتند و معتقد به برابری در برابر قانون بودند. انجمن جنوبی اعتقادات رادیکال تری داشت و مشابه اتحادیه نجات طرفدار برقراری نظام جمهوری بود و اراضی را مجدداً تقسیم کند به نحوی که اراضی بین دولت و دهقانان تقسیم شود. انجمن اسلاوهای متحد (یا پان اسلاویسم‌ها) در سال ۱۸۲۳ در نووگراد-ولینسکی (در اوکراین امروزی) تأسیس شد و برنامه‌های آن مشابه انجمن جنوبی بود اما تأکید بیشتری بر برابری داشت و خواستار تأسیس کشور متحده اسلاوها شامل فدراسیون روسیه (شامل اوکراین)، لهستان، مولداوی (شامل بسارابیا) با پیوست والاکیا، ترانسیلوانیا، مجارستان (شامل اسلواکی، اسلوونی، ویوودینا، کارپاتو-اوکراین با نام مستعار زارکارپاتیا)، کرواسی، صربستان، دالماسی، سرزمین‌های چک بوهمیا و موراویا و ولاچ به استثنای بلغارستان و مقدونیه بود. این انجمن به انجمن جنوبی پیوست و برنامه خود را با انجمن جنوبی منطبق کرد.

## در میدان سنا

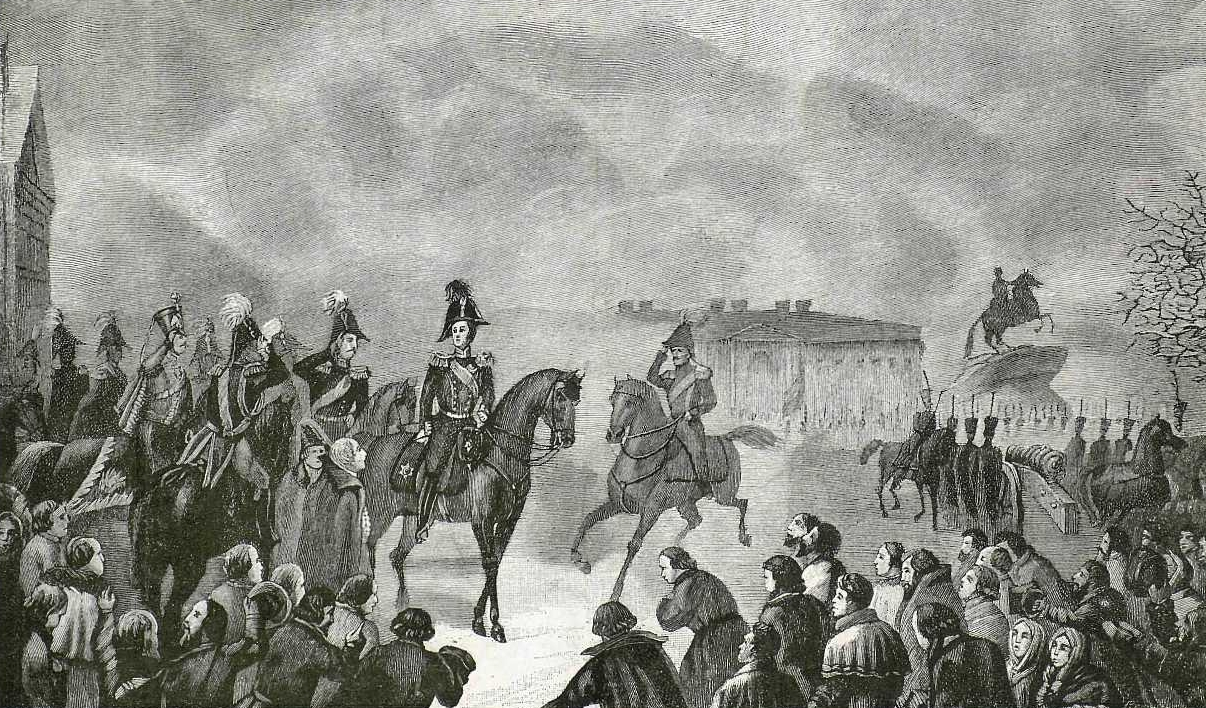
نیکلای در میدان سنا

هنگامی که تزار الکساندر اول در ۱ دسامبر ۱۸۲۵ میلادی درگذشت، نگهبانان سلطنتی با وارث قانونی، برادر الکساندر، کنستانتین، بیعت کردند. هنگامی که کنستانتین انصراف خود را علناً اعلام کرد و نیکلاس پیش قدم شد تا تاج و تخت را به دست گیرد، انجمن شمالی وارد عمل شد. انجمن مخفیانه تلاش کرد تا رهبران هنگ را متقاعد کند تا سوگند وفاداری به نیکلاس اداء نکنند. این تلاش‌ها در شورش دسامبریست‌ها به اوج خود رسید. رهبران انجمن شاهزاده سرگئی تروبتسکوی را به عنوان حاکم موقت انتخاب کردند.

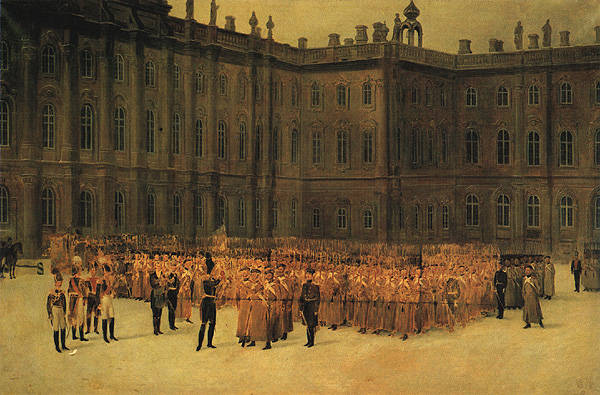
نیکلای در میدان

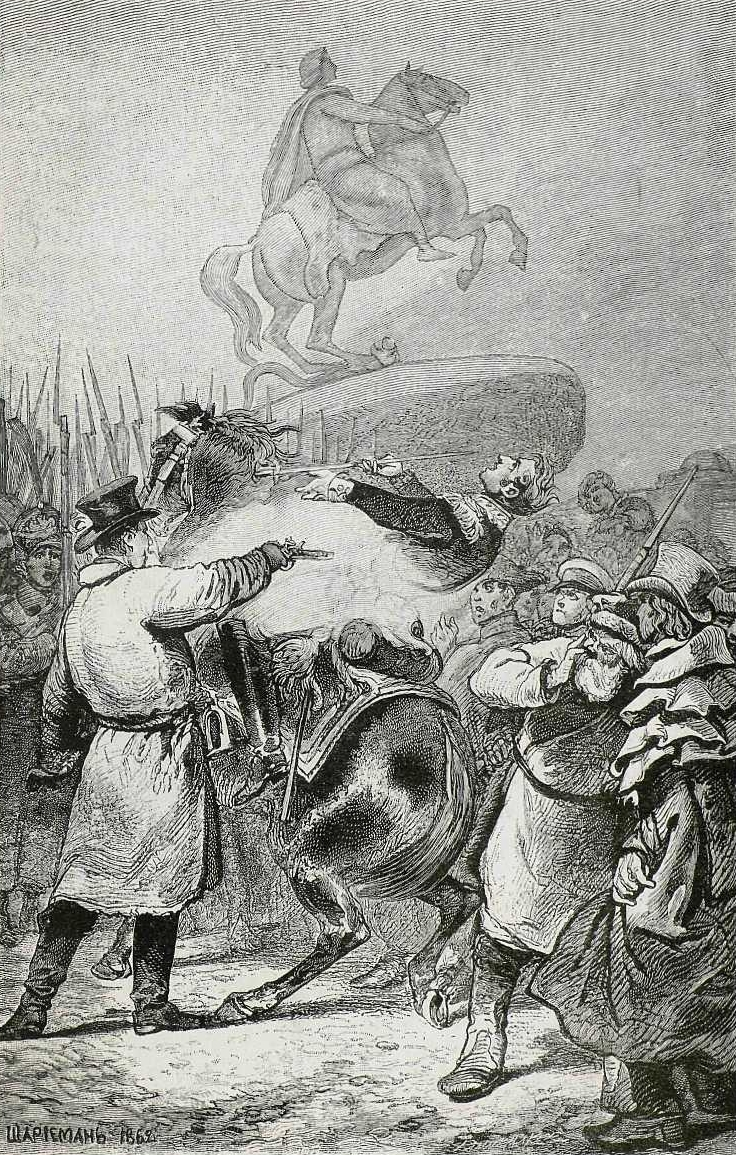
مرگ میلورادوویچ

در صبح روز ۲۶ دسامبر، گروهی از افسران که حدوداً ۳۰۰۰ سرباز را فرماندهی می‌کردند (متشکل از هنگ گارد مسکو، هنگ گارد گرنادیر و نیروی دریایی گارد) در میدان سنا جمع شدند تا مخالفت خود را با تزار جدید اعلام کنند و در مقابل وفاداری خود را به کنستانتین اعلام نمایند. آنها انتظار داشتند که بقیه نیروهای مستقر در سن پترزبورگ به آنها ملحق شوند، اما در این خصوص ناکام ماندند. زمانی که رهبر این شورش شاهزاده تروبتسکوی صفوف شورشیان را ترک کرد ضعیف شد. پس از وی جانشین او سرهنگ بولاتوف نیز از صحنه ناپدید شد. پس از مدتی شورشیان شاهزاده یوجین اوبولنسکی را به عنوان رهبر جدید برگزیدند.
ساعت‌ها، بین ۳۰۰۰ سرباز شورشی و ۹۰۰۰ سرباز مستقر در خارج از ساختمان سنا، درگیری‌های جزئی رخ داد. جمعیت زیادی از غیرنظامیان با شورشیان اعلام همبستگی کردند اما به صفوف شورشیان نپیوستند. سرانجام، نیکلاس (تزار جدید) شخصاً در میدان ظاهر شد و کنت میخائیل میلورادوویچ را برای گفتگو با شورشیان فرستاد. میلورادوویچ در حین سخنرانی عمومی توسط پتر کاخوفسکی مورد اصابت گلوله قرار گرفت و سپس توسط یوگنی اوبولنسکی با چاقو زخمی شد. در همان زمان، یک جوخه شورشی به رهبری ستوان نیکولای پانوف وارد کاخ زمستانی شد اما نتوانست آن را تصرف کند و مجبور به عقب‌نشینی شد.

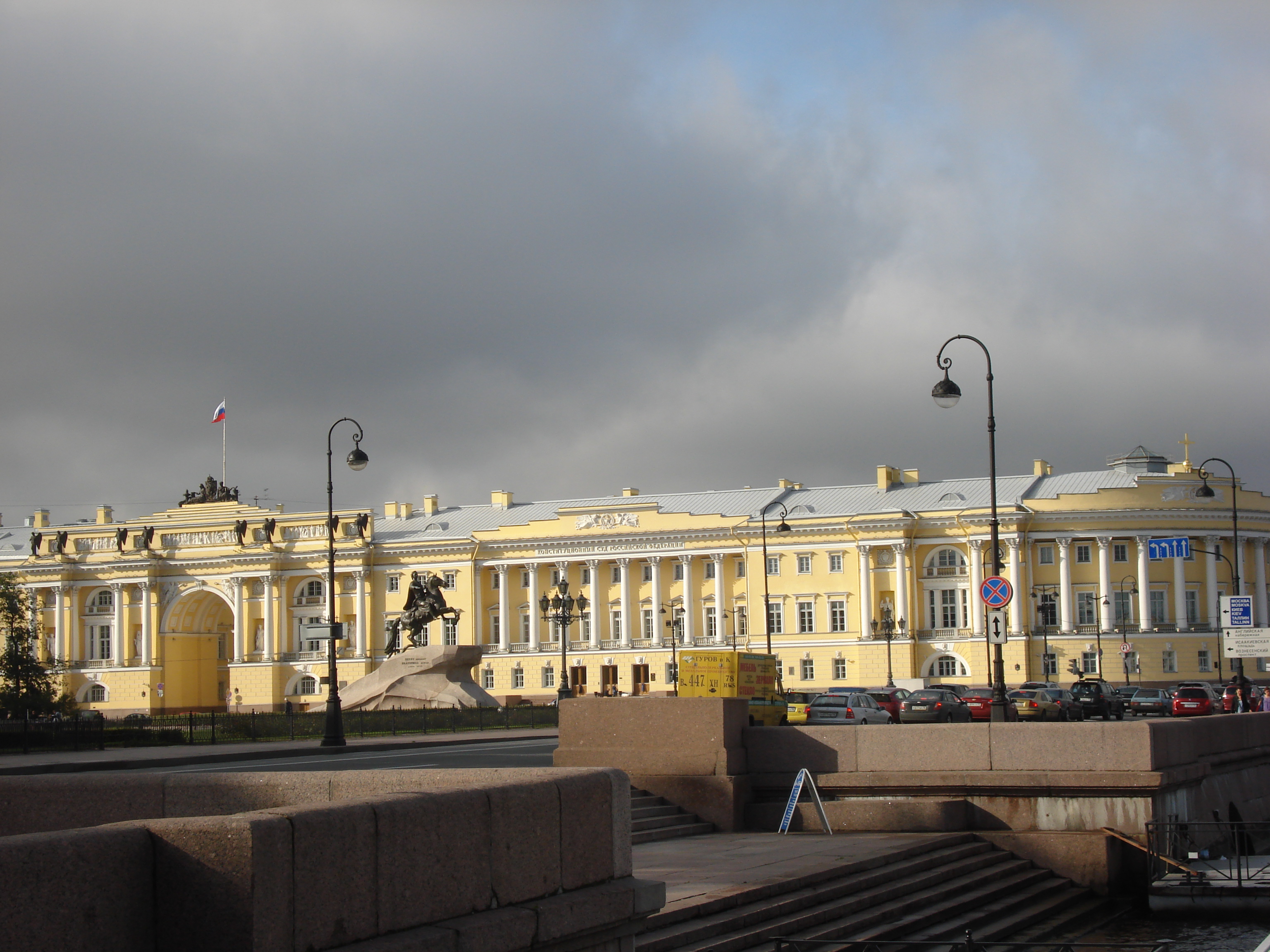
سنای سن پترزبورگ

نیکلاس پس از تلاش‌های بسیار و بی‌ثمر برای گفتگو با نیروهای شورشی در پایان روز، به توپخانه دستور داد تا علیه قسمت مهمات شورشیان آتش بگشاید تا منجر به تضعیف روحیه شورشیان شود. شورشیان از ترس کشتار فرار کردند. برخی تلاش کردند تا در سطح یخ زده رودخانه نوا در شمال جمع شوند. اما هدف حمله توپخانه قرار گرفتند و تلفات زیادی متحمل شدند. با شکسته شدن یخ در اثر شلیک توپ، بسیاری غرق شدند. نهایتا شورش در شمال به پایان رسید. شایعه ای وجود داشت که در طول عملیات شبانه پلیس و یگان‌های ارتشی وفادار به امپراتور برای پاکسازی شهر و رودخانه نوا، بسیاری از کشته‌ها، جان باختگان و مجروحان به داخل رودخانه پرتاب شده بودند.

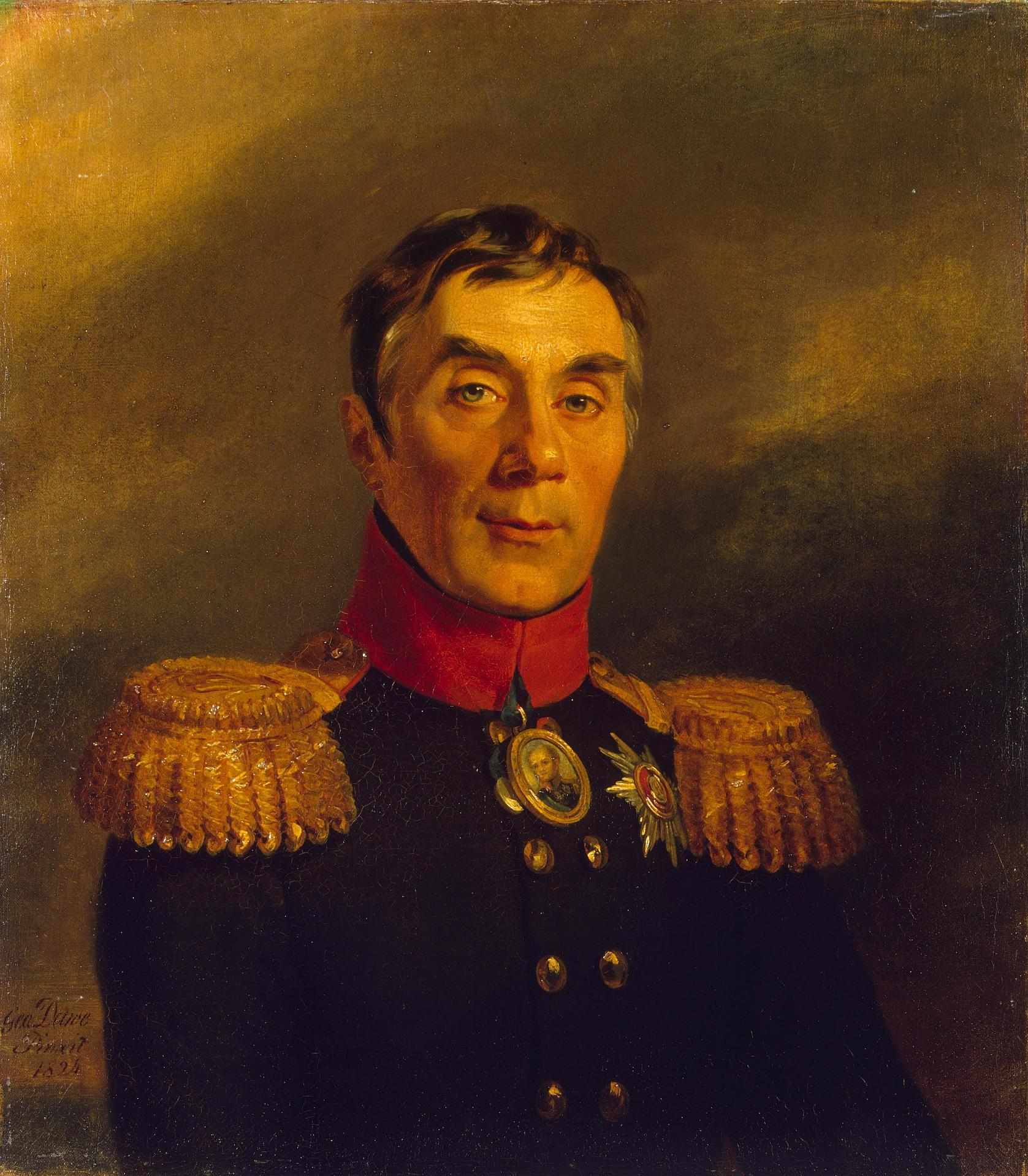
پرتره الکسی آراکچایف توسط هنرمند بریتانیایی جورج داو

## دستگیری و محاکمه

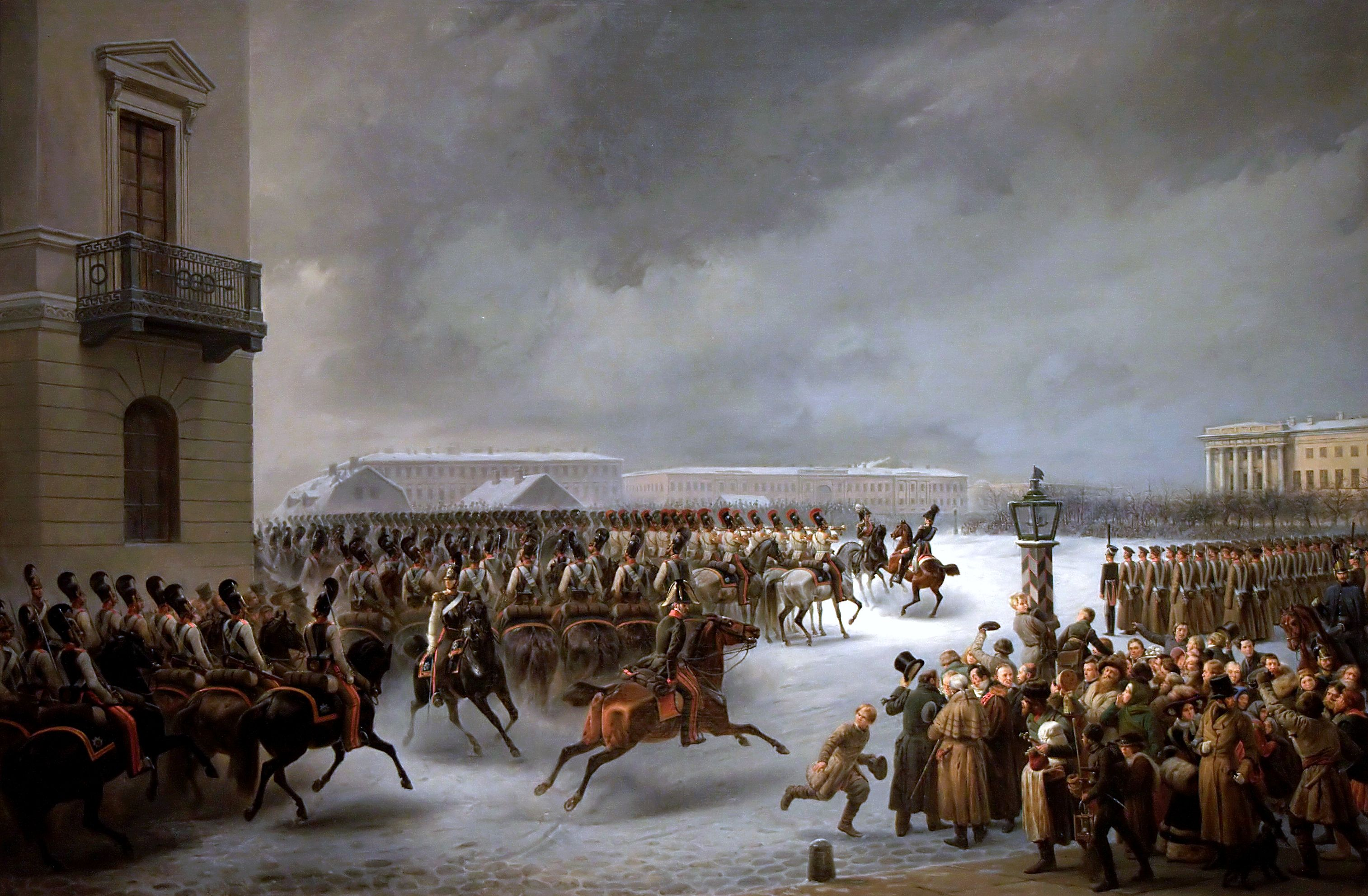
شورش دسامبریست‌ها، نقاشی از واسیلی تیم

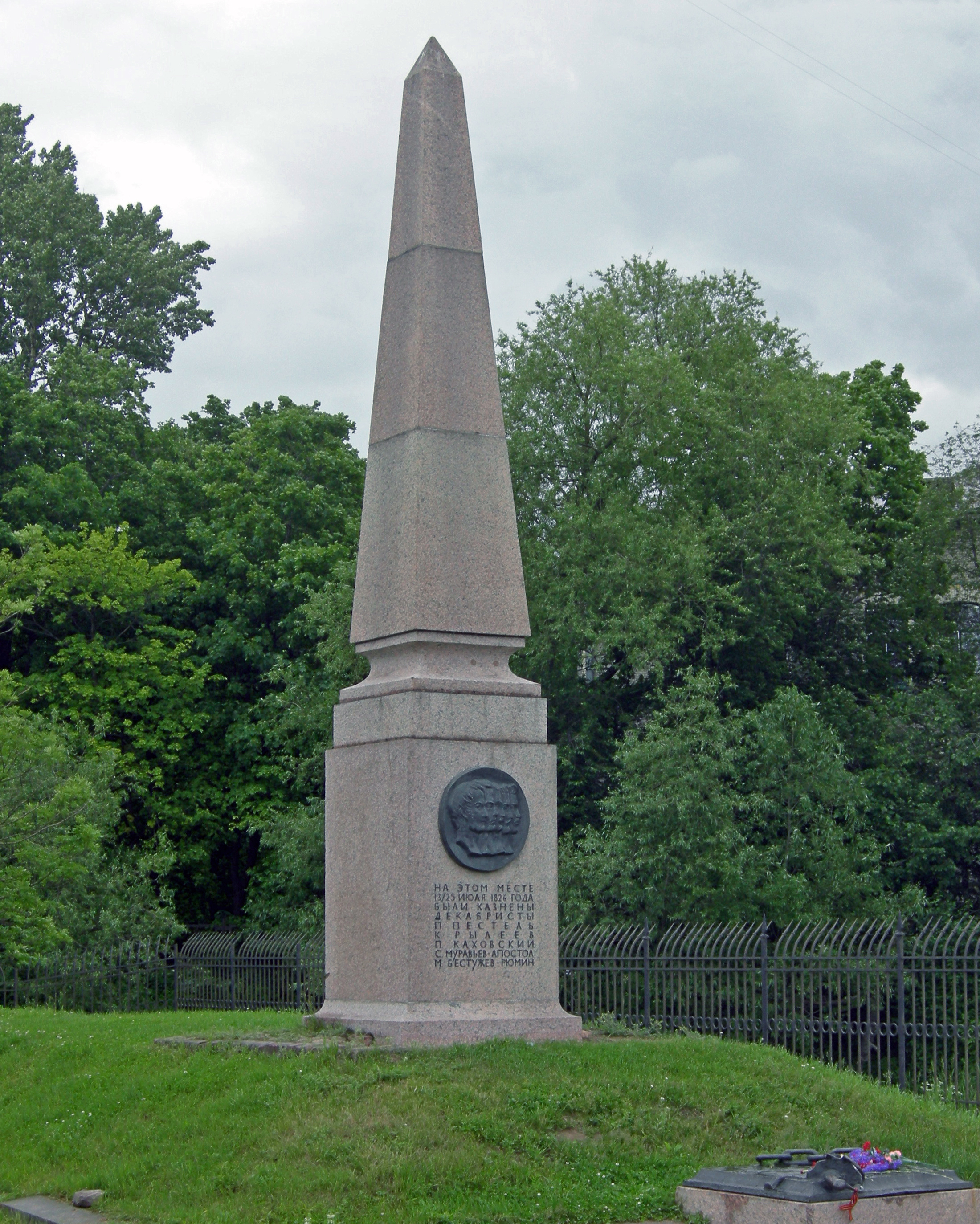
بنای یادبود دسامبریست‌ها در محل اعدام در سن پترزبورگ

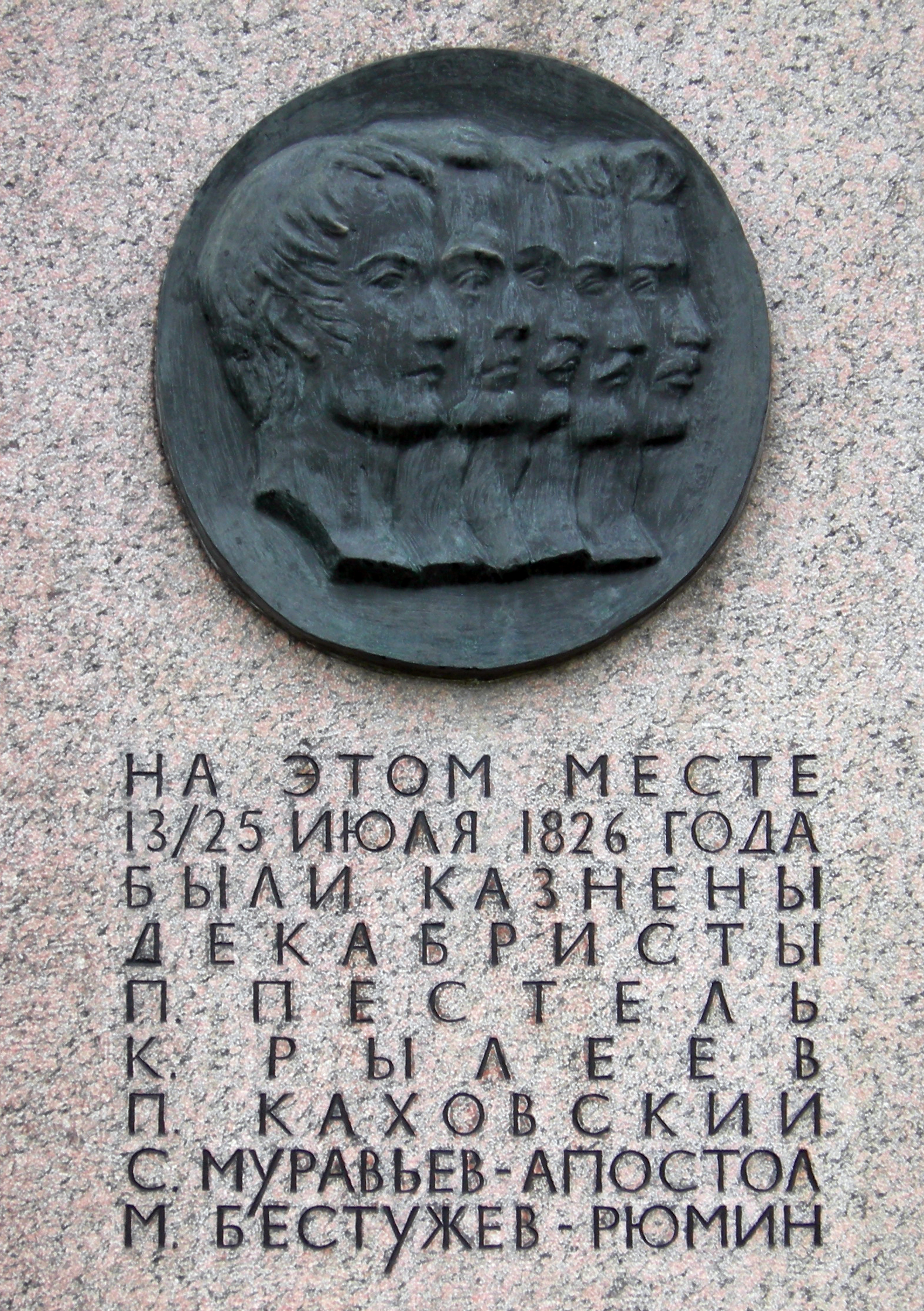
نوشته روی بنای یادبود دسامبریست‌ها در محل اعدام در سن پترزبورگ

در حالی که انجمن شمالی درگیر شورش بود، انجمن جنوبی (مستقر در تولچین) ضربه ای جدی خورد. روز قبل (۲۵ دسامبر)، پلیس بر اساس گزارش‌های مربوط به خیانت، پاول پستل را دستگیر کرد. دو هفته طول کشید تا انجمن جنوبی از وقایع پایتخت مطلع شود. در همین حال، سایر اعضای کادر رهبری نیز دستگیر شدند. انجمن جنوبی و یک گروه ناسیونالیستی به نام اسلاوهای متحد در این ایام در پی شورش بودند. هنگامی که اسلاوهای متحد از محل نگهداری برخی از سربازان دستگیر شده مطلع شدند، آنها را آزاد کردند. یکی از آزاد شدگان، سرگئی موراویف آپوستول، رهبری شورش را بر عهده گرفت. موراویف-آپوستول پس از آن به راحتی شهر را تصرف کرد. در این حین قوای شورشی با نیروهایی به مراتب قوی تر و مجهز تر که به شدت مسلح بودند و از ناحیه توپخانه حمایت می‌شدند روبرو شدند.
در ۱۵ ژانویه ۱۸۲۶، شورشیان شکست خوردند و رهبران شورشی که زنده مانده بودند به سن پترزبورگ فرستاده شدند تا همراه با با رهبران انجمن شمالی محاکمه شوند. دسامبریست‌ها برای بازجویی، محاکمه و محکومیت به کاخ زمستانی برده شدند. پنج دسامبریست برجسته (ازجمله شاعر کوندراتی رایلیف؛ سرگئی موراویف-آپوستول؛ و میخائیل بستوزف-ریومین و پاول پستل) از طریق حلق آویز کردن اعدام شدند. همچنین۳۱ دسامبریست دیگر اعدام شدند. سایر دسامبریست‌ها نیز به سیبری، قزاقستان و خاور دور تبعید شدند.
همچنین چندین شخصیت برجسته که روابط دوستانه ای با رهبران دسامبریست‌ها داشتند و می‌توانستند از سازمان‌های مخفی آنها آگاه باشند، به ویژه الکساندر پوشکین، الکساندر گریبایدوف و الکسی یرمولوف به زندان افتادند.

## دسامبریست‌ها در سیبری

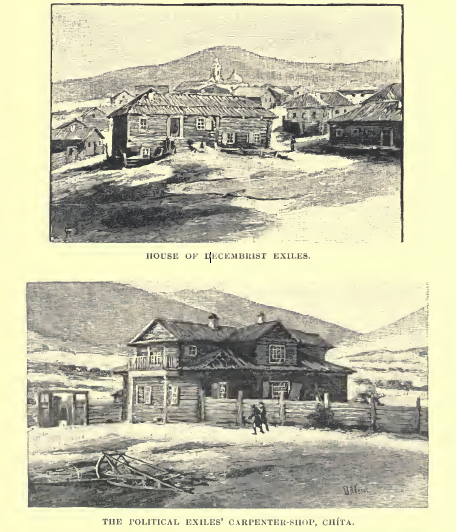
دسامبریست‌ها در چیتا، منطقه زابایکالسکی، ۱۸۸۵

مدتی بعد نخستین گروه از محکومین به سیبری اعزام شدند. در میان این گروه، شاهزاده تروبتسکوی، شاهزاده اوبولنسکی، پیتر، و آندری بوریسوف، شاهزاده ولکونسکی، و آرتامون موراویف شاخص بودند که همگی به معادن نرچینسک اعزام شدند. این گروه از دسامبرست‌ها با وجود سختی راه به جهت این که مناظر طبیعی را پس از زندان مشاهده می‌کردند و رفتار مناسبی از ناحیه مردم با آن‌ها می‌شد از تبعید استقبال کردند.در مقابل دسته دیگر شورشیان که متعلق به طبقات اجتماعی پایین‌تر بودند طعم انتقام امپراتور را چشیدند و هزاران ضربه شلاق خوردند. آن‌هایی که جان سالم به در بردند، پا در زنجیر و در کنار جنایتکاران عادی، پیاده به سیبری عزیمت کردند. ۱۵ تن از ۱۲۴ تن از دسامبریست‌ها به تبعید به شهرک‌ها محکوم شدند. این شهرک‌ها با جمعیتی عمدتاً متشکل از بومیان سیبری و متشکل از اقوامی نظیر تونگوزها، یاکوت‌ها، تاتارها، اوستیاک‌ها، مغول‌ها و بوریات‌ها بود. از میان تمام کسانی که تبعید شدند، بیشترین گروه از زندانیان به چیتا فرستاده شدند و سه سال بعد به پتروفسکی زاود، نزدیک نرچینسک منتقل شدند. این گروه که به کار با اعمال شاقه محکوم شده بودند، متشکل از رهبران اصلی جنبش دسامبریست و همچنین اعضای انجمن اسلاوهای متحد بودند. فرماندار کل سیبری لاوینسکی معتقد بود که کنترل یک گروه بزرگ و متمرکز از محکومان آسان‌تر است و در ضمن این کار سبب نظارت بیشتر و محدود کردن ارتباط تبعیدیان و بومیان می‌شود. از دیگر سوی این تدبیر باعث شد انجمن دسامبریست‌ها زنده بماند. با این حال، حرکت به پتروفسکی زاود، دسامبریست‌ها را مجبور کرد تا به گروه‌های کوچکتری تقسیم شوند. محکومان دیگر نمی‌توانستند به‌طور اتفاقی جمع شوند. اگرچه هیچ چیز نمی‌توانست تصور دسامبریست‌ها از برادری بین خود رااز بین ببرد اما سکونت در پتروفسکی زاود آنها را مجبور به زندگی شخصی تر کرد. تا ۱۸۳۷ بیشتر تبعیدیان پتروفسکی زاود را ترک کردند و در ایرکوتسک، مینوسینسک، کورگان، توبولسک، تورینسک و یالوتوروفسک یا نزدیک به آن مستقر شدند.
بومیان معمولاً رفتار مناسبی با تبعیدیان داشتند برای توده‌ها، تبعیدیان «ژنرالی‌هایی بودند که از ادای سوگند به نیکلاس اول امتناع کرده بودند.» آنها شخصیت‌های بزرگی بودند که به دلیل وفاداری خود مورد آزار قرار گرفته بودند. در مجموع، مردم بومی سیبری نسبت به دسامبریست‌ها احترام زیادی قائل بودند و در استقبال از آنها بسیار مهمان‌نواز بودند.

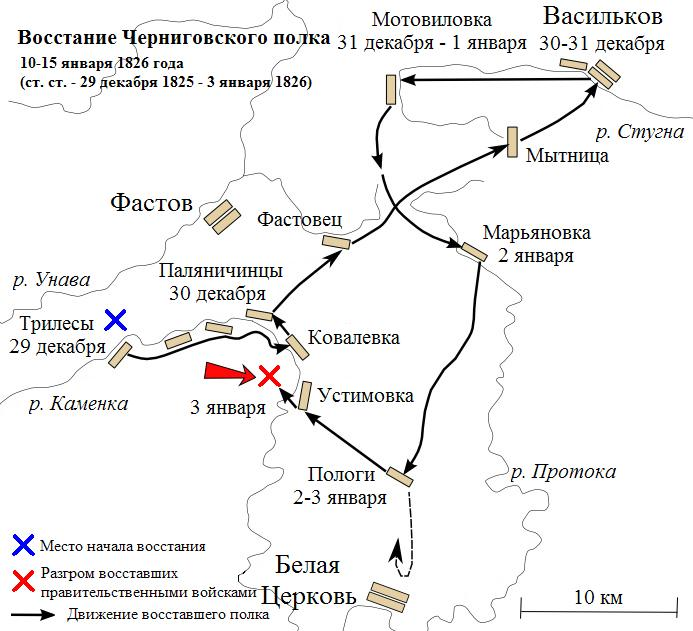
مسیر حرکت هنگ چرنیگوف

تبعیدیان به محض ورود به مکان‌های اسکان، مجبور بودند مقررات خاصی را رعایت کنند و هرگونه تخلف از ناحیه آن‌ها به سرعت توسط پلیس گزارش می‌شد. دیمیتری زاوالیشین به دلیل ناتوانی دربرداشتن کلاهِ خود در برابر یک ستوان به زندان انداخته شد. نه تنها فعالیت‌های سیاسی و اجتماعی به‌دقت رصد می‌شد و از آن جلوگیری می‌شد، بلکه در اعتقادات دینی نیز مداخله می‌شد. روحانیون محلی شاهزاده شاخوفسکی را به دلیل علاقه به علوم طبیعی به «بدعت» متهم کردند. رژیم تمام مکاتبات به ویژه ارتباط با اقوام را به‌طور کامل سانسور می‌کرد. پیام‌ها توسط مقامات سیبری و بخش سوم سرویس اطلاعات سیاسی در سن پترزبورگ با دقت بررسی می‌شد. برخی از دسامبریست‌ها، از جمله ولکونسکی‌ها، موراویوف‌ها، و تروبتسکوی‌ها، ثروتمند بودند، اما اکثر تبعیدیان پولی نداشتند.
همسران بسیاری از دسامبریست‌ها به دنبال شوهرانشان به تبعید رفتند. به نحوی که عبارت همسر دسامبریست تبدیل به نماد روسی فداکاری یک زن نسبت به شوهرش شد. ماریا ولکونسکایا، همسر سرگئی ولکونسکی، رهبر دسامبریست‌ها، شوهرش را تا تبعیدگاهش در ایرکوتسک همراهی کرد. با وجود شرایط سخت این تبعید، سرگئی ولکونسکی و همسرش ماریا از فرصت‌ها نهایت استفاده را کردند. سرگئی ریش اصلاح نشده را (با رد اصلاحات پتر کبیر) رایج کرد و با پوشیدن لباس دهقانی به معاشرت با بسیاری از همکاران دهقان خود که با آنها زمین مزرعه خود در اوریک کار می‌کرد، پرداخت. ماریا نیز به همین ترتیب مدارس، بیمارستان‌ها و تئاتری برای مردم محلی تأسیس کرد. دیگر تبعیدیان ترجیح دادند پس از گذراندن دوران محکومیت خود در سیبری بمانند و آزادی نسبی آن را به دسیسه‌های خفه کننده مسکو و سن پترزبورگ ترجیح دادند. بسیاری از دسامبریست‌ها در تبعید پیشرفت کردند و به مرور زمان صاحب زمین و کشاورز شدند. در سال‌های بعد، آن‌ها به الگوهای جنبش پوپولیستی دهه‌های ۱۸۶۰ و ۱۸۷۰ تبدیل شدند، زیرا حمایت دسامبریست‌ها از اصلاحات (شامل الغای سرف‌ها) تحسین بسیاری از روشنفکران از جمله لئو تولستوی را برانگیخت.

## ارزیابی
هم شمالی‌ها و هم جنوبی‌ها درخصوص بی برنامگی برای فردای واژگونی موفقیت‌آمیز نظام حاکم همانند هم بودند. این دو گروه کمتر به راه‌ها و روش‌های تحقق اهدافشان فکر کردند و تنها روشی که اجماع در خصوص رد آن وجود داشت، یک خیزش مردمی بود. احساس می‌شد که اعضاء به همان اندازه کهاز نیروهای نظام موجود می‌ترسیدند، از یک جمعیت بی‌نظم انقلابی هم می‌ترسیدند. در واقع، همدردی توده‌ها مطلوب بود، اما همکاری آنها به هیچ وجه مد نظر نبود. همیشه این سؤال در میان دسامبریست‌ها مطرح بود که چگونه یک انقلاب مردمی تبدیل به یک هیولا خواهد شد؟ یکی از اعضای انجمن جنوبی در نامه ای نوشته بود که: «اجازه دهید فرض کنیم که تبر انقلاب به راحتی وارد بازی می‌شود، اما آیا مطمئن هستید که بعد از آن خواهید توانست جلوی آن را بگیرید؟» افسران ارتشی از طبقه اشراف بودند و نمی‌توانستند بدون نگاه تحقیر آمیز به «اواباش» نگاه نکنند، در همین زمان بارون استاینهیل، از اعضاء انجمن شمالی، استدلال می‌کرد که: «تنها در مسکو نود هزار رعیت آماده به دست گرفتن چاقوها هستندو اولین قربانیان خواهران، خاله‌های خود آنها (توطئه‌گران) خواهند بود»
با شکست شورشی‌ها سلطنت صد سال دیگر در روسیه دوام آورد مع الوصف در سال ۱۸۶۱ سرف‌ها آزاد شدند و در سال ۱۹۰۵ میلادی پارلمان روسیه و فنلاند تأسیس شد. فنلاند از زمان الکساندر اول پارلمان داشت، اما تعداد انتخاب کنندگان محدود بود. اگرچه دسامبریست‌ها شکست خوردند، اما سبب تغییراتی اساسی شدند. نارضایتی آنها نیکلاس اول را مجبور کرد تا توجه خود را در درجه نخست به سمت داخل معطوف کند تا به مسائل امپراتوری بپردازد. او بسیاری از دسامبریست‌ها را به عضویت سنا درآورد. در سال ۱۸۲۶، اسپرانسکی توسط نیکلاس اول به ریاست بخش دوم صدارت امپراتوری منصوب شد، تحت مدیریت او کمیته ای برای تدوین قوانین روسیه تشکیل شد و مجموعه ای کامل از قوانین امپراتوری روسیه که شامل ۳۵۹۹۳ مصوبه می‌شد، تهیه کرد. این مجموعه قوانین به نام «مجموعه کامل قوانین» (Polnoye Sobraniye Zakonov) به نیکلاس اول تقدیم شد و اساس «مجموعه قوانین امپراتوری روسیه» (Svod Zakonov Rossiskoy Imperii)شد. الکساندر پوشکین اشعاری را خطاب به دوستان دسامبریست خود، نیکولای نکراسوف و شعر بلندی دربارهٔ همسران دسامبریست‌ها سرود و لئو تولستوی شروع به نوشتن رمانی در مورد آن جنبش کرد که بعداً رمان جنگ و صلح نامیده شد. در دوران اتحاد جماهیر شوروی، یوری شاپورین اپرایی با عنوان دسامبریست‌ها دربارهٔ شورش ساخت که در ۲۳ ژوئن ۱۹۵۳ در تئاتر بولشوی به نمایش درآمد.

## کتاب
رمان «توطئه علیه تزار»، نوشته ناتان یاکاولیویچ آیدلمان که با ترجمه علی محمد افتخارزاده در انتشارات افراز به چاپ رسیده، به این موضوع پرداخته‌است.

## نگارخانه

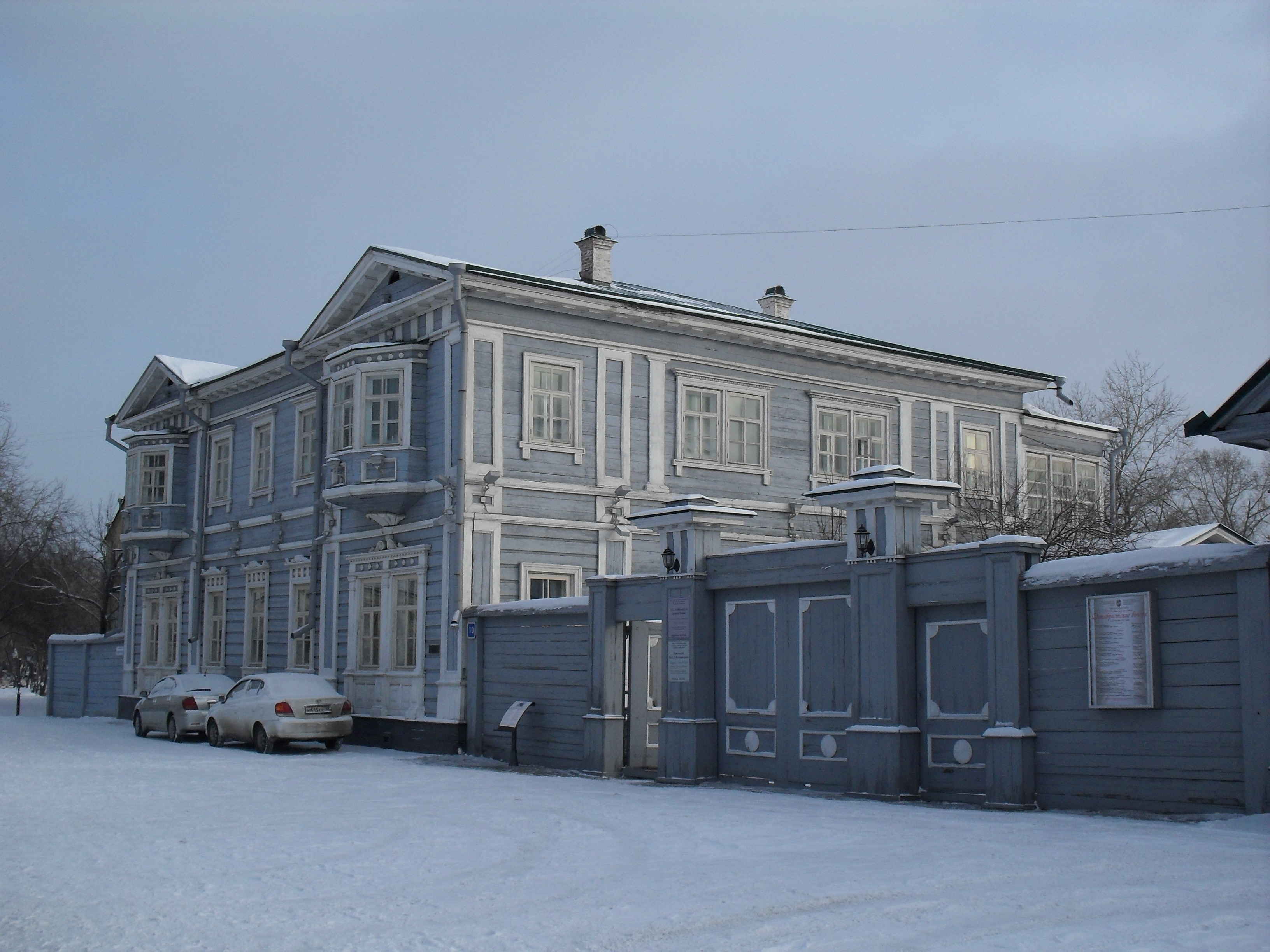
ایرکوتسک. خانه ولکونسکی
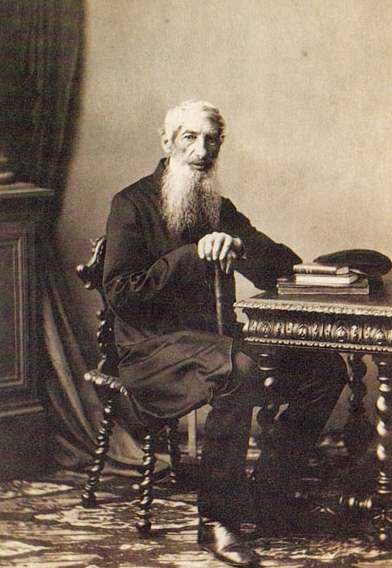
سرگئی تروبتسکوی
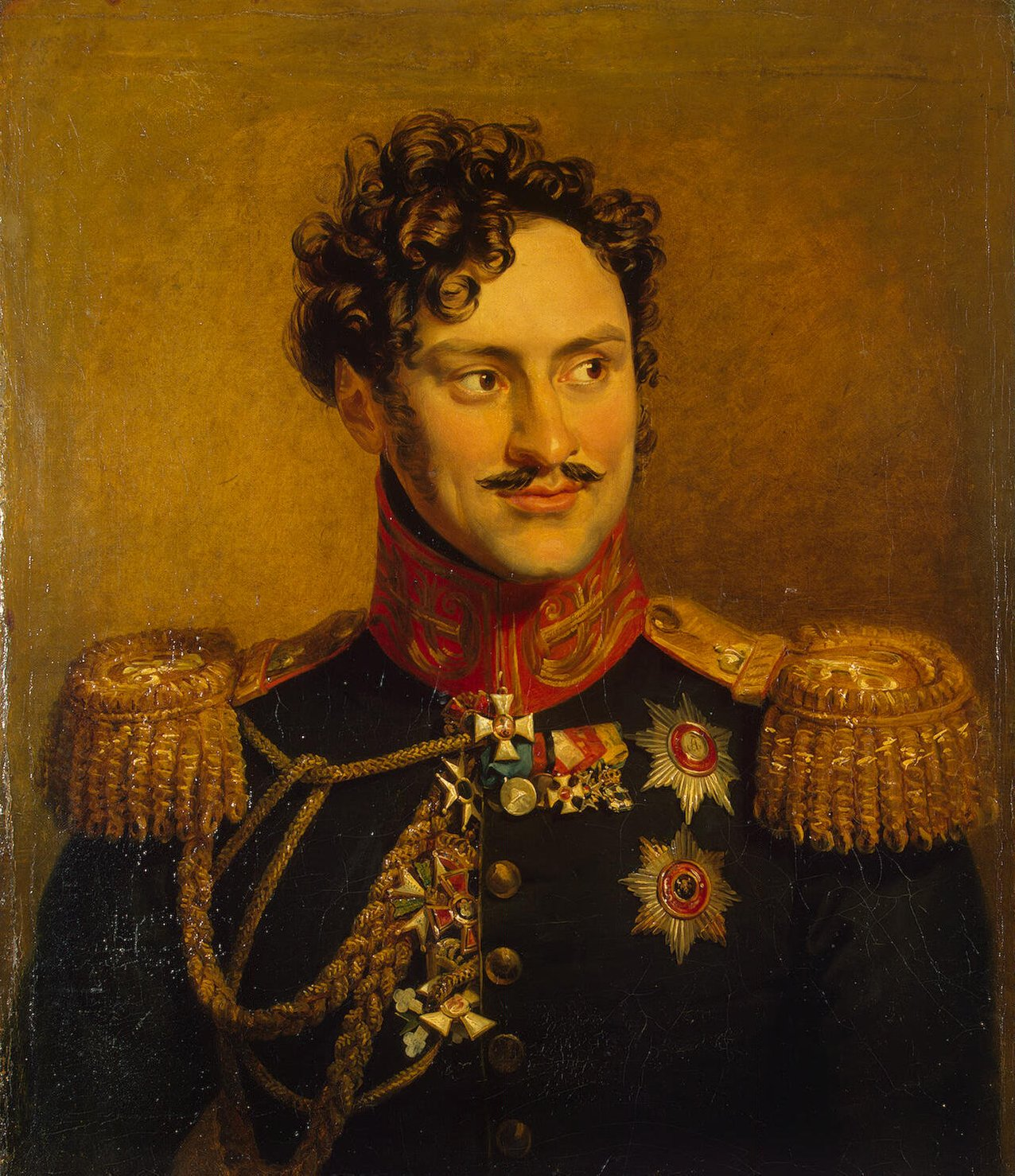
الکساندر چرنیشف
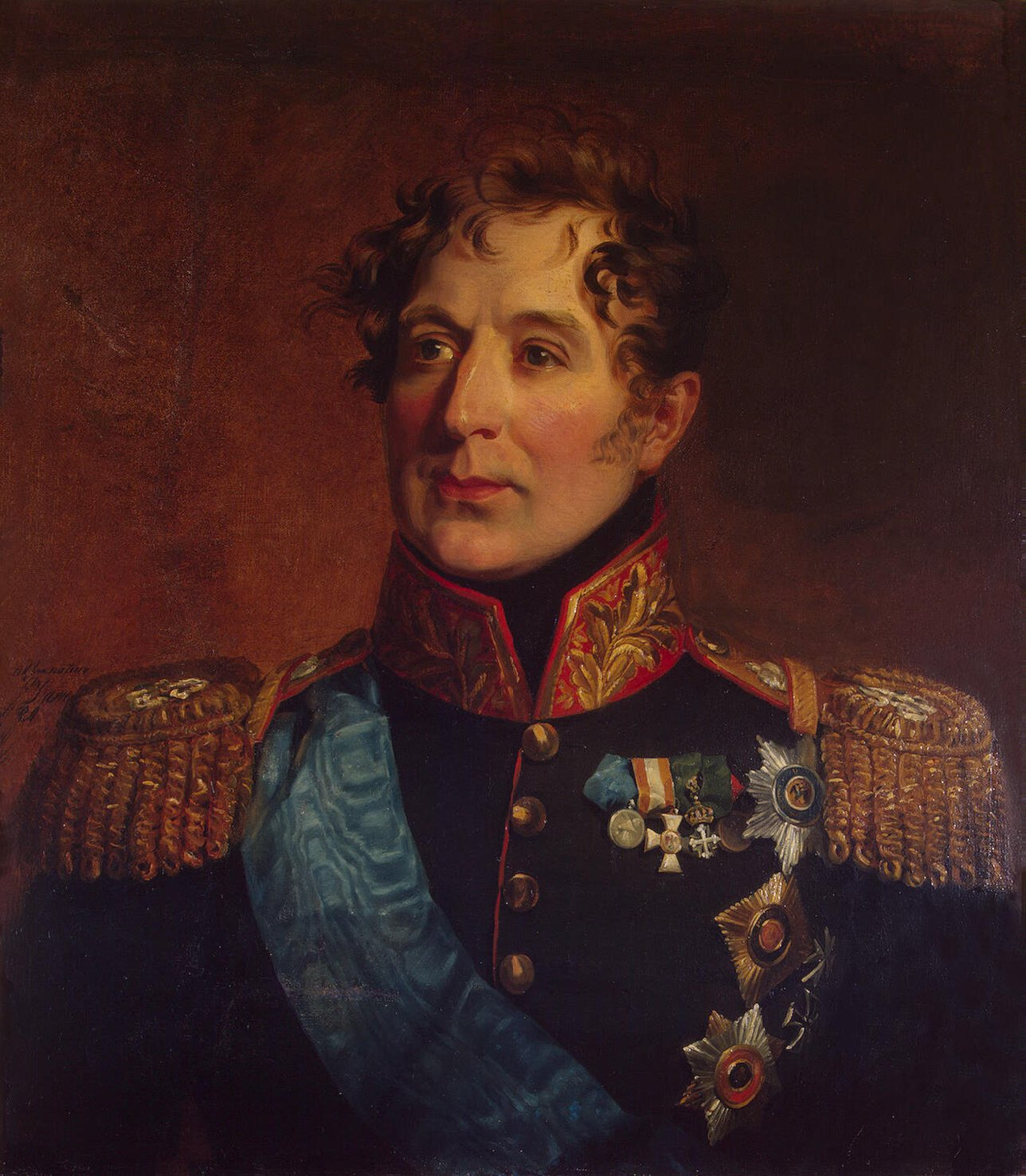
میخائیل میلورادویچ
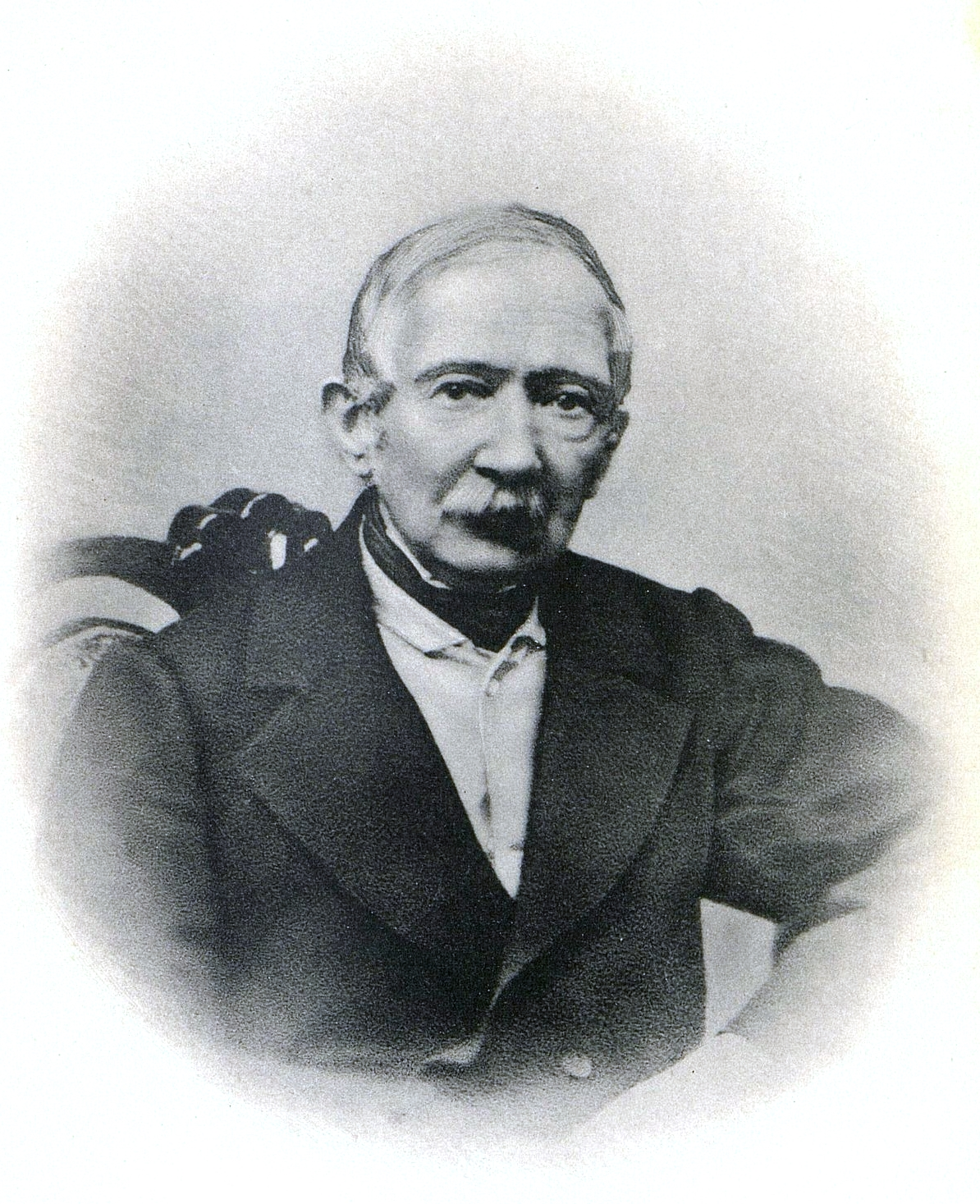
اوبولنسکی اوگنی پتروویچ
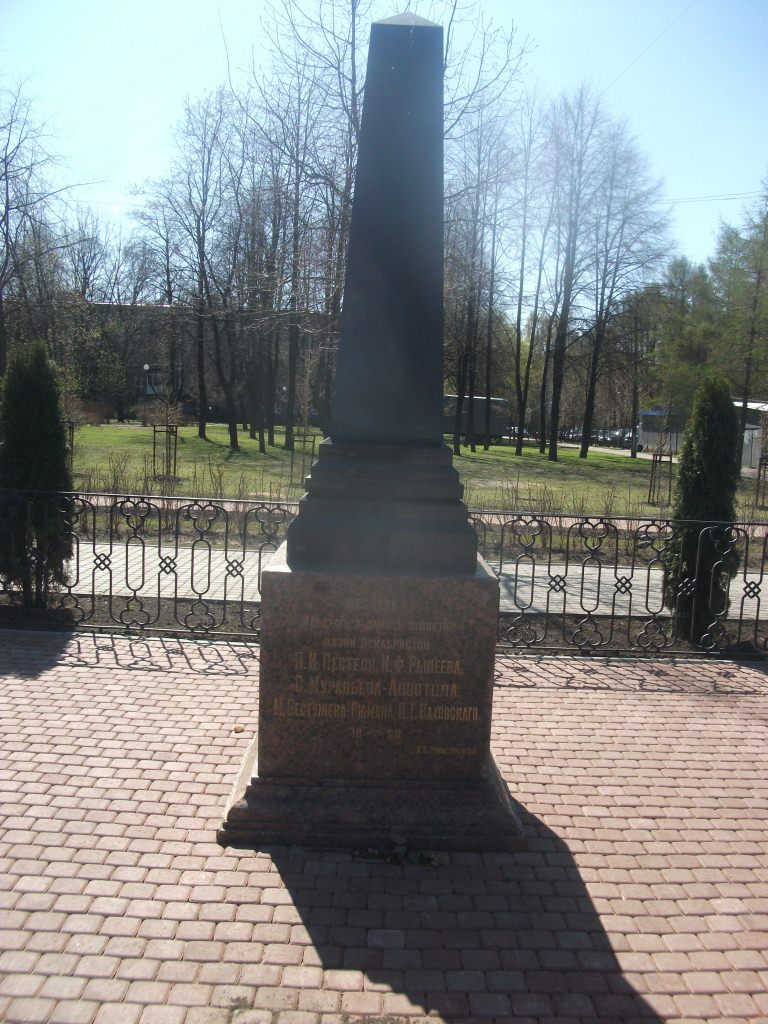
مجسمه یادبود پنج دسامبریست در جزیره دکابریستوف.

## جهت مطالعه بیشتر
- Crankshaw, E. (1976) The Shadow of the Winter Palace: Russia's Drift to Revolution, 1825–1917, New York, Viking Press.
- Eidelman, Natan (1985) Conspiracy against the tsar, Moscow, Progress Publishers, 294 p. (Translation from the Russian by Cynthia Carlile.)
- Figes, Orlando (2002) Natasha's Dance: a Cultural History of Russia, London, شابک ‎۰−۷۱۳۹−۹۵۱۷−۳.
- Grey, Ian. (1973) "The Decembrists: Russia's First Revolutionaries, 1825" History Today (سپتامبر ۱۹۷۳), Vol. 23 Issue 9, pp 656–663 online.
- Mazour, A.G. (1937) The First Russian Revolution, 1825: The Decembrist movement, its origins, development, and significance, Stanford University Press.
- Rabow-Edling, Susanna (May 2007). "The Decembrists and the Concept of a Civic Nation". Nationalities Papers. 35 (2): 369–391. doi:10.1080/00905990701254391. S2CID 145454166.
- Sherman, Russell & Pearce, Robert (2002) Russia 1815–81, Hodder & Stoughton.
- Trigos, Ludmilla. (2009) The Decembrist myth in Russian culture (Springer)
- Ulam, Adam B. (1981) Russia's Failed Revolutions: From the Decembrists to the Dissidents ch 1.
- Whittock, Michael. "Russia's December Revolution, 1825" History Today (اوت ۱۹۵۷) 7#8 pp530–537.

- Druzhinin, N. M. (1933). Dekabrist Nikita Murav'ev. Moscow.
- Mazour, Anatole G. (1937). The First Russian Revolution, 1825: The Decembrist Movement, Its Origins, Development, and Significance. Stanford, CA: Stanford University Press
- Yarmolinsky, Avrahm (1956). "Chapter 2 - The Decembrists: The Secret Societies". Road to Revolution:A Century of Russian Radicalism. Retrieved 2014-02-25.